# 5th Virginia Infantry
Cinquième régiment d'infanterie de volontaires de Virginie
Le 5th Virginia Volunteer Infantry Regiment (cinquième régiment d'infanterie de volontaires de Virginie) est un régiment d'infanterie levé en Virginie pour servir dans l'armée des États Confédérés pendant la guerre de Sécession. Il combat au sein de la brigade de Stonewall, surtout avec l'armée de Virginie du Nord. Le régiment est connu comme le « cinquième combattant » (Fighting Fifth).

## Service

### Organisation
Le 5th Virginia Infantry est organisé en mai 1861, sous les ordres du colonel Kenton Harper. Huit compagnies proviennent du comté d'Augusta et deux du comté de Frederick. Parmi les huit compagnies d'Augusta, on retrouve la« Mountain Guard », la « Southern Guard », les « Augusta Greys », la « West View Infantry », les « Staunton Rifles », les « Augusta Rifles », les « Ready Rifles » et la « West Augusta Guard ».
L'unité fait partie de la brigade de Stonewall et  sert sous les généraux T. J. Jackson, Richard B. Garnett, Charles Sidney Enrouleur, Elisha F. Paxton, James A. Walker et William Terry.

### Service détaillé
Les premiers combats du régiment ont lieu lors de la première bataille de Bull Run. Lors des combats, il fait face au 2nd Maine Infantry dont les hommes sont aussi vêtus d'uniformes gris. Après avoir pris un court instant pour décider s'il fallait ouvrir le feu, il tire une volée et un échange de tirs de 20 minutes s'engage. renforcé par la légion d'Hampton, il force le 2nd Maine Infantry à battre en retraite. Plus tard, Beauregard mène le 5th Virginia Infantry et la légion de Hampton dans une charge pour reprendre le contrôle de canons repris par le 11th Massachusetts Infantry.
Il participe à la première bataille de Kernstown, et à la campagne de la vallée de Stonewall Jackson. Lors de la bataille de Kernstown, le régiment est l'un des régiments les plus grands de l'armée(p133).
Plus tard, le 5th Virginia participe aux campagnes de l'armée de Virginie du Nord, de la bataille des sept jours jusqu'à bataille de Cold Harbor. Il prend part à la bataille de Fredericksburg le 13 décembre 1862 ; le lieutenant-colonel  Hazel J. Williams commandant alors le régiment fait le compte rendu des opérations. Le régiment se trouve pris à partie par des tirs d'artillerie et subit des pertes. Il est ensuite positionné à environ 400 yards (366 mètres) en retrait vers heure avant d'être appelé à l'avant. Alors que le régiment passe par la « route militaire », il est une nouvelle fois pris sous le feu de l'artillerie fédérale puis est envoyé sur le flanc droit. Le rapport cite onze blessés au cours des combats(p158).
Puis, il est actif lors des opérations de la vallée de Shenandoah d'Early et autour d'Appomattox. La régiment prend part à la seconde bataille de Kerstown, qui est considérée comme l'apogée de la campagne d'Early dans la vallée(p189). Lors de la bataille d'Opequon, le colonel John Henry Stover Funk est mortellement blessé le 19 septembre 1864(p88).

### Pertes
Le 5th Virginia Infantry subit 4 morts lors de la première bataille de Bull Run et 16 blessés d'Augusta. Il rend compte de 9 tués, 48 blessés et 4 disparus à la première bataille de Kernstown, de 4 tués, 89 blessés, et 20 disparus à la bataille de Cross Keys et de Port Republic, et subit 14 tués et 91 blessés à la seconde bataille de Bull Run. L'unité subit 120 pertes à Chancellorsville et sur les 345 hommes engagés à Gettysburg, seize pour cent sont mis hors de combat. Il se rend avec 8 officiers et 48 hommes.

## Commandement
Les officiers supérieurs sont les colonels William S. H. Baylor, John H. S. Funk, William H. Harman, et Kenton Harper ; le lieutenant-colonel Hazel J. Williams ; et les commandants Absalom Koiner et James W. Newton.